# Dalla Costa (Sifontes)
Pour les articles homonymes, voir Dalla Costa.
Dalla Costa est l'une des trois divisions territoriales et l'une des deux paroisses civiles de la municipalité de Sifontes dans l'État de Bolívar au Venezuela. Sa capitale est El Dorado. Elle est à la frontière avec l'État voisin du Guyana, territoire disputé avec celui-ci, et abrite l'important base militaire d'Isla de Anacoco sur l'île d'Anacoco à proximité de San Martín de Turumbang.

## Géographie

### Démographie
Hormis sa capitale El Dorado, la paroisse civile abrite plusieurs localités dont :
- Caiguao
- Caripito
- Contrabando
- El Delirio
- El Dorado
- La Campesina
- Los Cajones
- Mina Carrizal
  - Mina Carrizal Norte
  - Mina Carrizal Oeste
  - Mina Carrizal Sur
- Puerto Arturo
- San Martín de Turumbang
- San José de Anacoco
- Santa Teresa
- Suasua

## Environnement
Une portion significative au centre-ouest du territoire est occupée par la réserve forestière de San Pedro, qui s'étale sur les divisions territoriales voisines de El Callao, Pedro Cova et Section capitale Roscio.